# پارک شاهد
پارک شاهد یا پارک شرکت نفت با مساحت ۱۴۰٬۰۰۰ متر در شرق بلوار شهید بهشتی روبروی پالایشگاه نفت کرمانشاه قرار دارد.

## تاریخچه
محوطۀ پارک شاهد در زمان ساخت در سال ۱۳۵۴ به عنوان محوطۀ موزۀ منطقه‌ای غرب کشور طراحی شد،‌ با این حال به دلیل اهمال‌کاری در ساخت موزه و تعطیل شدن ساخت آن، پس از مدتی به پارک تبدیل شد و از موزه استقلال یافت. پس از مدتی بخشی از پارک به بازارچه خوداشتغالی اختصاص یافت که بعداً‌ تعطیل شد. این پارک همچنین به عنوان مکان نمایشگاه‌های استان استان کرمانشاه در نظر گرفته شده‌است.
در سال‌های اخیر ضلع شرقی پارک شاهد جهت احداث پارک ویژه بانوان تغییر کاربری داده شده است. در ابتدا قرار شد که تمام محیط پارک به بانوان اختصاص یابد که بنا به مشکلات و روند تکمیلی ضلع شرقی مدنظر قرار داده شدمسائلی نظیر کمبود اعتبارات و همچنین عبور قطار شهری و اشراف آن بر فضای داخلی پارک موجب این تغییر روند شد که در نهایت قسمت انتهایی به بانوان اختصاص داده شد.
این پارک در سال‌های اخیر به محلی برای کمپ‌های ویژه نوروزی جهت اسکان مسافرین تبدیل شده‌است.

## محل دائمی برگزاری نمایشگاه‌های استان کرمانشاه
این پارک در سالیان اخیر محل برگزاری نمایشگاه‌های کرمانشاه بوده است. که شامل نمایشگاه‌های بهارهنمایشگاه جهیزیه و ملزومات منزل نمایشگاه مبلمان نمایشگاه لوستر و چراغ‌های تزئینی نمایشگاه خودروهای کلاسیک و... بوده است.
همچنین در این نمایشگاه بازارچه خیریه زنده باد مهربانی جهت حمایت از بیماران سرطانی برگزار شده است.

## پارک اختصاصی بدمینتون
در تیرماه ۱۳۹۷ اعلام شد که در محل پارک شاهد، پارک اختصاصی بدمینتون به مساحت ۴۰۰ متر مربع راه‌اندازی شده‌است.

## یادکردها
1. ↑  «آمار پارکهای و میادین و فضای سبز متفرقه مناطق ششگانه و سازمان پارکها و فضای سبز». سازمان پارکها و فضای سبز شهرداری کرمانشاه. بایگانی‌شده از اصلی در ۶ سپتامبر ۲۰۱۶. دریافت‌شده در ۱۰ سپتامبر ۲۰۱۶.
2. ↑  «انتظاری چند ساله برای تکمیل یک پروژه/ احداث پارک بانوان کرمانشاه در گیر و دار مسائل اداری و مالی».
3. ↑  «پارک شاهد دوباره پارک بانوان می‌شود». بایگانی‌شده از اصلی در ۱۲ سپتامبر ۲۰۱۶. دریافت‌شده در ۱۲ سپتامبر ۲۰۱۶.
4. ↑  «محل برگزاری». www.krfair.ir. دریافت‌شده در ۲۰۱۶-۰۹-۱۰.
5. ↑  «نمایشگاه بهاره پارک شاهد کرمانشاه تمدید شد». دریافت‌شده در ۲۰۱۶-۰۹-۱۰.
6. ↑  «نمایشگاه "جهیزیه و ملزومات منزل" در کرمانشاه افتتاح شد». kermanshah.isna.ir. دریافت‌شده در ۲۰۱۶-۰۹-۱۰.
7. ↑  «هفتمین نمایشگاه مبلمان خانگی استان کرمانشاه». www.scipost.ir. دریافت‌شده در ۲۰۱۶-۰۹-۱۰.[پیوند مرده]
8. ↑  «سومین نمایشگاه لوستر و چراغ‌های تزئینی استان کرمانشاه». www.scipost.ir. دریافت‌شده در ۲۰۱۶-۰۹-۱۰.[پیوند مرده]
9. ↑  «بازارچه خیریه زنده باد مهربانی پارک شاهد».
10. ↑  پایگاه خبر ورزشی یاریزان: پارک اختصاصی بدمینتون کرمانشاه انگیزه‌ای نوین برای علاقه‌مندان این رشته، نوشته‌شده در ۷ تیر ۱۳۹۷؛ بازدید در ۱۹ شهریور ۱۴۰۰.